# 太郎次郎社エディタス
株式会社太郎次郎社エディタス（たろうじろうしゃエディタス）は、東京都文京区本郷に所在する日本の出版社。旧社名は株式会社太郎次郎社。

## 概要
1972年8月、遠山啓を編集代表とする教育雑誌『ひと』の創刊のために『株式会社太郎次郎社』として設立された。そして1973年1月、小中学校の「落ちこぼれ」問題を背景に『ひと』が創刊される。1979年9月11日に編集代表であった遠山啓が死去するが、『ひと』は様々な時代の背景をテーマに内容を取り入れていき、太郎次郎社は公教育を考える教育運動の拠点となった。その後『ひと』は1998年3月号で一時休刊、1999年9月にリニューアル、2000年7・8月号で廃刊となる。
2003年5月、太郎次郎社から出版部門を独立して、『太郎次郎社エディタス』設立。そして2004年に太郎次郎社の営業権を受け継ぎ、現在は株式会社太郎次郎社エディタスとして事業を行っている。
2008年7月7日、遠山啓とともに『ひと』の編集に関わっていた本社の代表の浅川満が肺炎のため死去。享年75。
現在は教育書やエッセイ、ノンフィクション、書籍以外では教材なども出版している。

## 刊行物

### 書籍
- 教育書
- エッセイ
- ノンフィクション
- 「動物かんきょう会議」シリーズ

### 教材
- 「漢字がたのしくなる本」シリーズ
- 「あいうえおあそび」シリーズ